# Grădinari (Giurgiu)
Grădinari es una comuna ubicada en el distrito de Giurgiu, Rumania.

## Superficie
Cuenta con una superficie de 32,54 kilómetros cuadrados.

## Demografía
Hasta 2021 la población era de 3217 habitantes, con una densidad de población de 98,86 habitantes por kilómetro cuadrado.